# Loiblpass

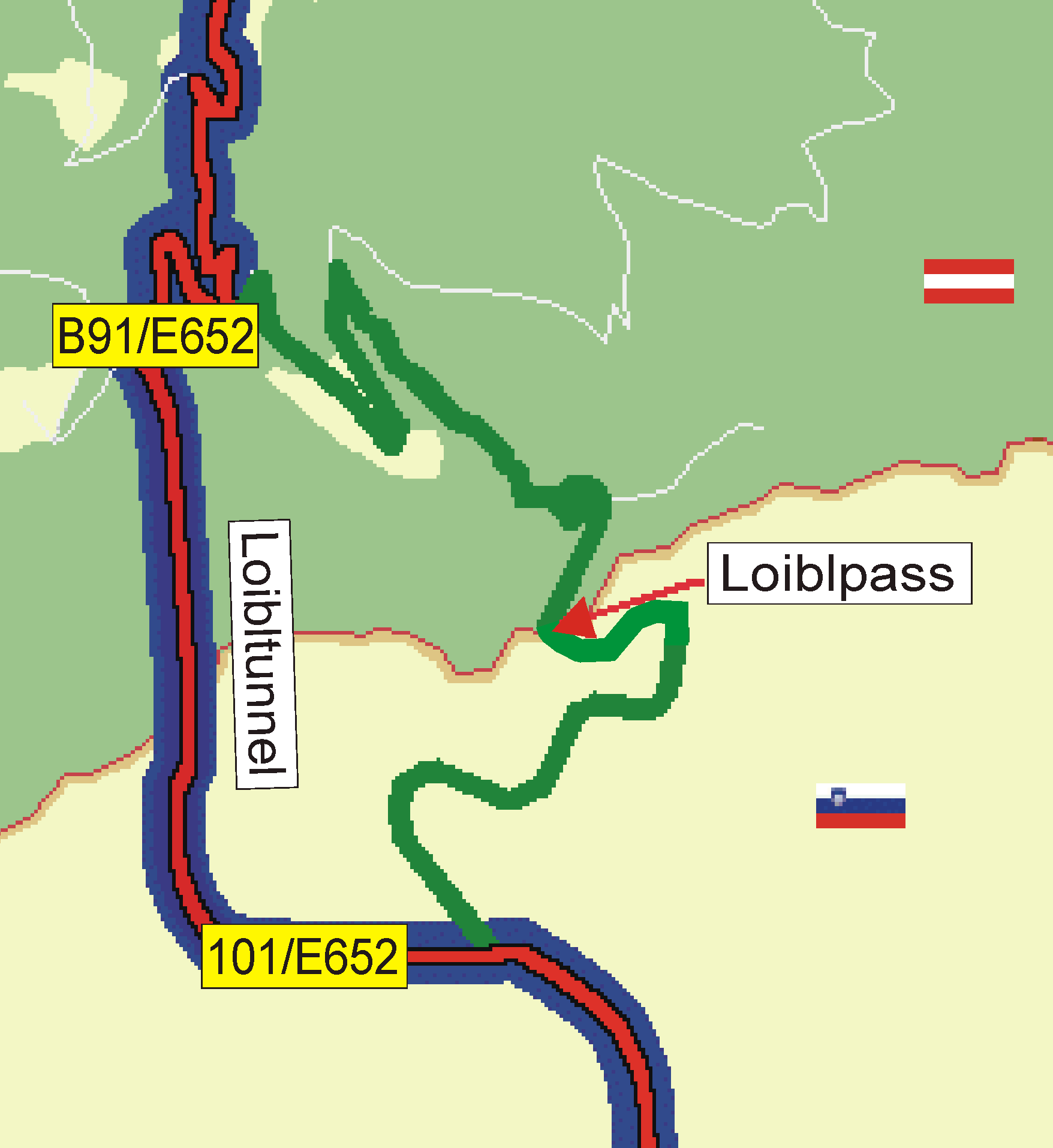
Karte: Alte Loiblpass-Straße und Loibltunnel

Der Loiblpass (auch Loibl, slowenisch: Ljubelj) ist ein 1368 m ü. A. hoher Alpenpass über die Karawanken zwischen Kärnten in Österreich und der slowenischen Oberkrain. Die Straße über den Loibl ist die kürzeste Verbindung zwischen Ferlach und Tržič (Neumarktl). Er liegt in den östlichen Karawanken, unweit des Hochstuhls.
Der Loiblpass war jahrhundertelang einer der wichtigsten Übergänge über die Karawanken, seit der Eröffnung des Karawankentunnels verlor er jedoch stark an Bedeutung. Die Loiblpass-Straße B91 beginnt an der Gemeindegrenze von Klagenfurt (Weiterführung der Rosental Straße B85, bis 1918 auch Laibacher Straße genannt), führt von Kirschentheuer über Unterloibl zum Kleinen Loibl, weiter in das Loibltal und über steile Kehren auf den Loiblpass, unterhalb dessen und etwas westlicher Österreich und Slowenien durch den Loibltunnel verbunden sind. Die Durchfahrt durch den Tunnel kostet keine Maut (Stand: 28. April 2024). Personalpapiere mitführen, mit Kontrollen muss gerechnet werden. Auf slowenischer Seite bildet die Glavna cesta 101 die Fortsetzung der Straße. Für Kraftfahrzeuge über 3,5 Tonnen Gesamtgewicht sowie für Fahrzeuge mit Anhängern mit mehr als 750 kg zulässigem Gesamtgewicht besteht ein Fahrverbot.
Nachbarübergänge sind im Westen der Wurzenpass, im Osten der Seebergsattel.

## Geschichte
Bereits zur Römerzeit wurden hier schon die Karawanken auf dem Weg von Virunum nach Emona – dem heutigen Laibach/Ljubljana – überquert. Zwei Altarfunde auf Kärntner Seite, beide der Göttin Belestis geweiht, belegen dies. Einer davon befindet sich in einer Wegkapelle unterhalb der Leonhardkirche im Loibltal, der andere an der Pfarrkirche in Unterloibl. Nach dem Untergang des römischen Imperiums verlor der Weg jedoch an Bedeutung und verfiel.
Als Berthold von Aquileja dann im 12. Jahrhundert das Loibltal dem neu gegründeten Stift Viktring vermachte, musste dieses sich dafür zur Betreuung eines Hospizes am Loibl verpflichten. Das Kloster scheiterte jedoch an der Erhaltung des Weges, weshalb 1488 die Herrschaft Hollenburg den Besitz und somit auch die Erhaltung des Weges übernahm. Das Hospiz und die Kirche Alt St. Leonhard wurden im Lauf der Jahrhunderte dem Verfall preisgegeben. Von den Gebäuden sind heute nur mehr Ruinen erhalten.
Die bis ins Mittelalter benutzte Saumpfad-Trasse, die eine Schlucht weiträumig umging, wurde ab dem Jahr 1560 von den Landständen erweitert. Zuvor von der Stadt Klagenfurt erhalten, suchten sie nun eine günstige Verbindung zum Hafen von Triest. Die Errichtung kostete 20.000 Gulden und dauerte durch die erschwerten Bedingungen 20 Jahre. Dafür konnte die Straße nunmehr mit sechsspännigen Wagen befahren werden. Ab dem Jahr 1573 war die Straße auf Kärntner Seite fertiggestellt. Es wurden zwei Mautstellen errichtet – in Unterloibl und am Kleinen Loibl – sowie die Teufelsbrücke, die den Weg stark verkürzte. Auch entstand in dieser Zeit bereits ein erster kurzer Tunnel auf der Passhöhe, der allerdings wegen Einsturzgefahr abgetragen werden musste, als 1728 Kaiser Karl VI. den Loiblpass überqueren wollte.
Kaiser Karl förderte den weiteren Ausbau der Loiblstraße zu einer befestigten Kunststraße, da auch er sie als Hauptverbindungsstraße von Wien nach Triest nutzen wollte.
Der Ausbau zur heutigen Straßenführung erfolgte während des Zweiten Weltkrieges durch Zwangsarbeiter, die auch den Loibltunnel errichteten.

## Tscheppaschlucht
Der Loiblbach hat über Jahrmillionen eine tiefe Schlucht am Beginn des Loibltals gefressen: die Tscheppaschlucht. Diese ist heute durch schmale Steige, Brücken und Leitern als beliebtes Ausflugsziel von Unterloibl bis zum Gasthof Deutscher Peter begehbar. Am Ende in der Nähe der Teufelsbrücke zeigen sich mehrere Wasserfälle, u. a. der 26 m hohe Tschaukofall.

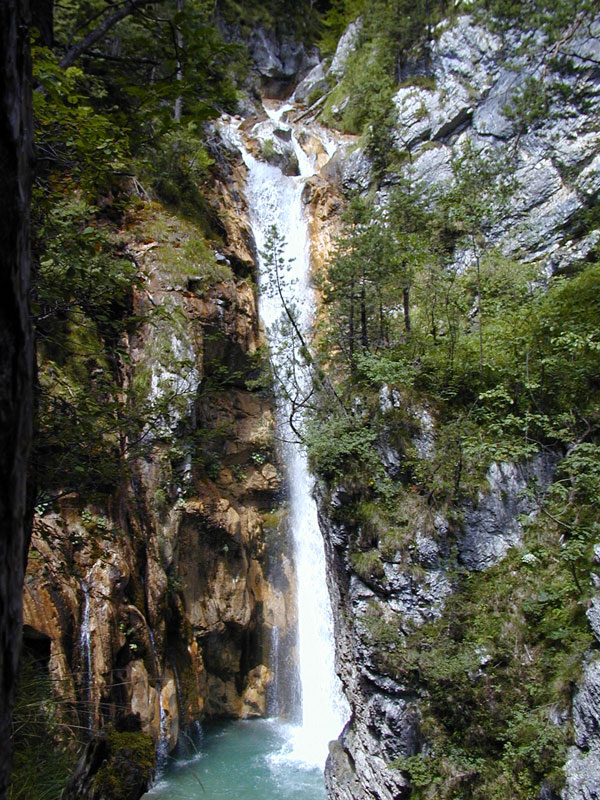
Der Tschaukowasserfall
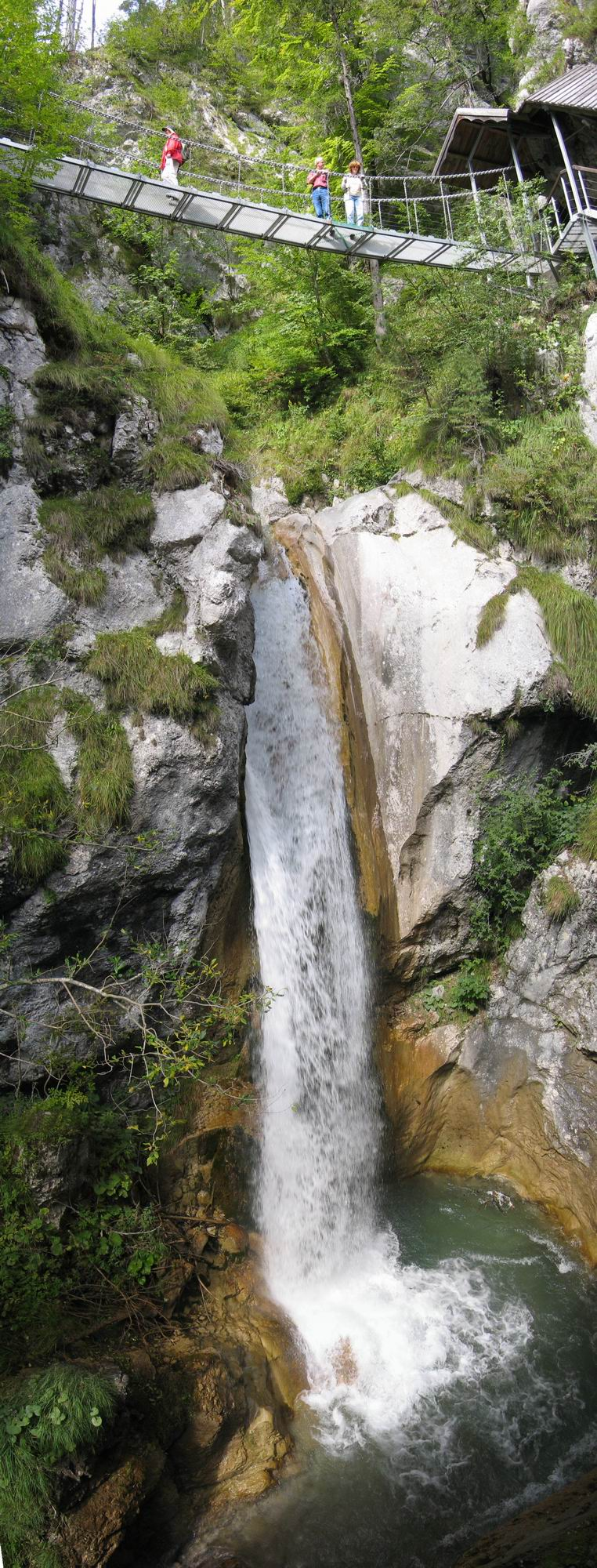
Teufelsbrücke
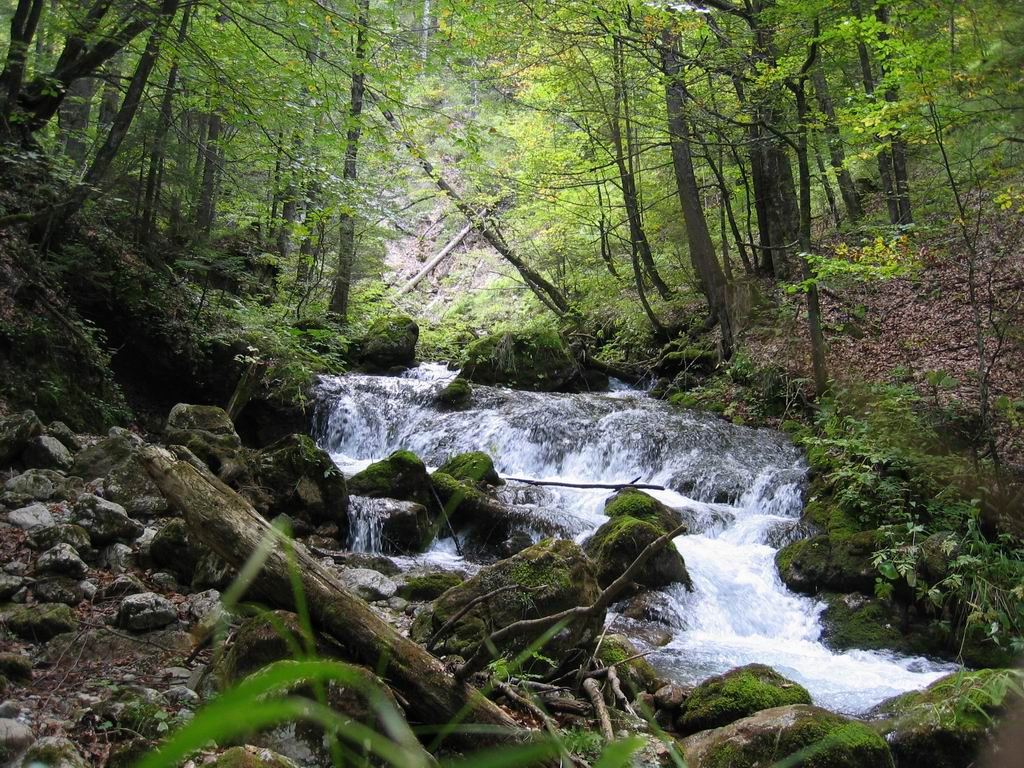
Bodenbach durchs Bodental

## Deutscher Peter und Karl VI.
Nahe der Passhöhe des Kleinen Loibl (Sapotnica) zweigt die Straße nach Windisch Bleiberg und ins Bodental ab. Es wird erzählt, dass dort Kaiser Karl VI. am 25. August 1728 auf seinem Weg zum Loiblpass an einem Gasthof von den Einheimischen begrüßt wurde und sich nach deren Lebensweise erkundigen wollte. Diese konnten jedoch nur auf Slowenisch antworten, was wiederum der Kaiser nicht verstand. Der einzige Mann, der Deutsch sprechen konnte, war Peter Tschauko, der Wirt der Gaststätte. Der Kaiser soll von der Unterhaltung mit dem Wirt derart angetan gewesen sein, dass er ihn mit „Deutscher Peter“ anredete. Diese Bezeichnung übertrug sich auf den Gasthof und wurde beibehalten, zumal jeweils der älteste Sohn seit damals immer Peter getauft wurde.

## Loibltunnel

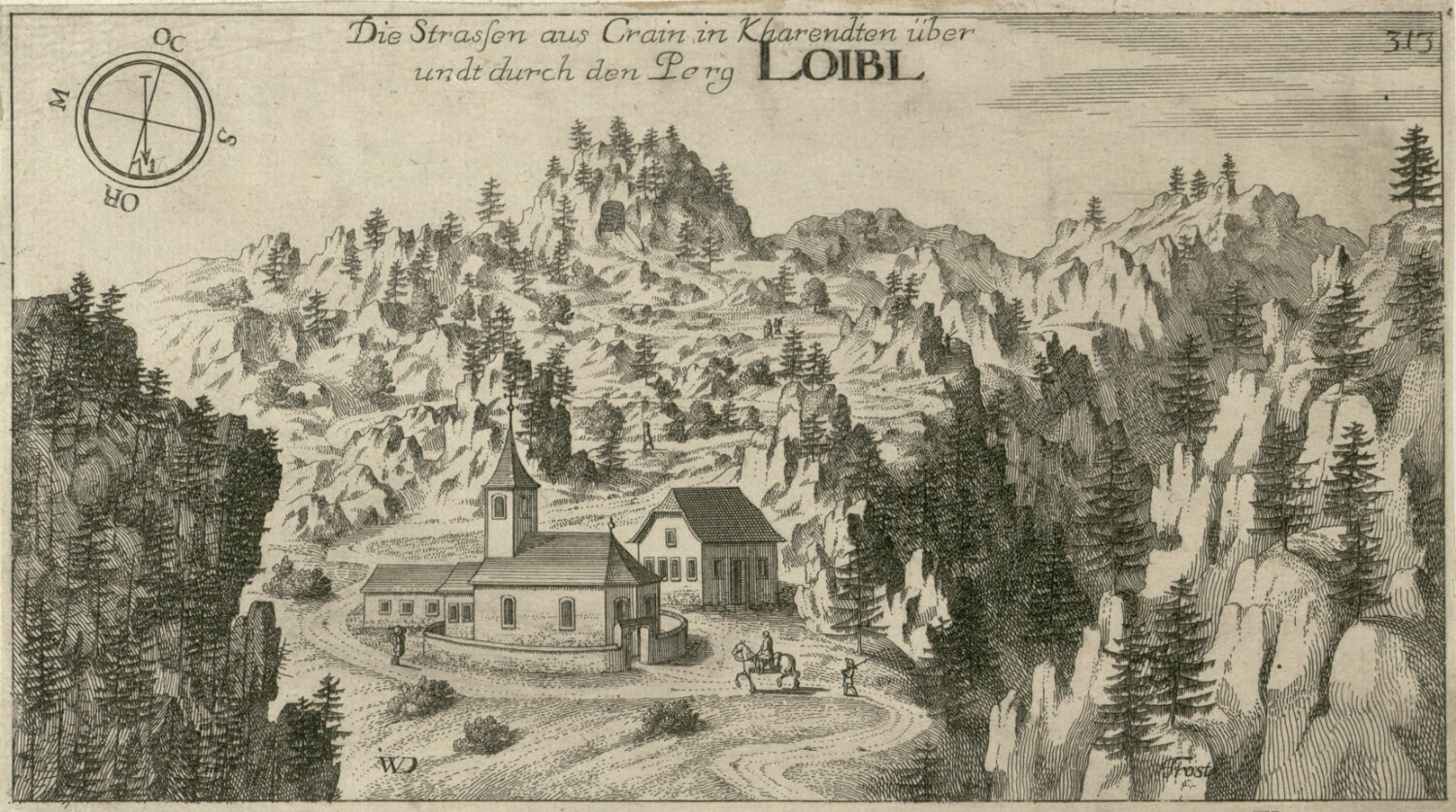
Loiblpass und erster Tunnel auf einem Kupferstich von 1689 (Valvasor)

Ein verkehrstechnisch wichtiges Element über den Loiblpass ist der Loibltunnel. Der erste Tunnelbau erfolgte um 1560, war 150 Meter lang und lag unmittelbar unter dem schmalen Karawankenkamm. In der damaligen Zeit war ein so langer Tunnel eine Besonderheit.
Bereits im 17. Jahrhundert gab es Pläne zur Errichtung eines neuen Tunnels in der Nähe des heutigen Tunnels, was eine immense Erleichterung der Überquerung bedeutet hätte. Es scheiterte jedoch an der Finanzierung der Errichtungskosten. Der alte Tunnel wurde stattdessen entfernt und durch einen vier Meter breiten Einschnitt mit 130 m Länge ersetzt. Zwei Obelisken auf der Passhöhe sollen an die Vollendung der Baumaßnahmen unter Kaiser Karl VI. erinnern. Sie markieren gleichzeitig den Verlauf des ehemaligen Tunnels.
Im September 1942 setzte Friedrich Rainer, der Gauleiter von Kärnten, den Bau eines neuen Loiblüberganges durch, dessen Kernstück ein neuer Tunnel sein sollte: 1570 m lang in 1068 m Seehöhe unter dem Gebirgskamm. Die mangelnden Verbindungen über die Karawanken rechtfertigten diese militärwirtschaftlich wichtige Nord-Süd-Verbindung. Zur Errichtung schloss die SS-Organisation einen Vertrag mit der Universale Hoch- und Tiefbau AG, in dem sich unter anderem die SS zur Bereitstellung von Arbeitskräften aus Konzentrationslagern verpflichtete. Ab März 1943 arbeiteten deshalb Zivilkräfte sowie 1.652 Kriegsgefangene und KZ-Häftlinge unter unmenschlichen Bedingungen am neuen Tunnel. Interniert waren die Zwangsarbeiter in zwei Außenstellen des KZ Mauthausen: das KZ Loibl bestand aus dem Loiblpass-Südlager bei Sankt Anna unter dem Loibl (Sveta Ana pod Ljubeljem) sowie ab Sommer 1943 dem Loiblpass-Nordlager unmittelbar hinter der Grenze im Gemeindegebiet von Windisch Bleiberg. 40 Menschen sind dabei an den Folgen der harten Arbeit und am ständigen Steinschlag verstorben. Da nach den Arbeitsverträgen zudem eine maximale Quote von 7,5 % verletzten oder kranken Arbeitern erlaubt war, wurden diese zahlreich zurück ins KZ Mauthausen geschickt, was für hunderte Menschen den sicheren Tod bedeutete. Jene Zwangsarbeiter, die transportunfähig waren, wurden noch im Lager von Sigbert Ramsauer, dem damaligen Lagerarzt, durch Benzininjektionen getötet.

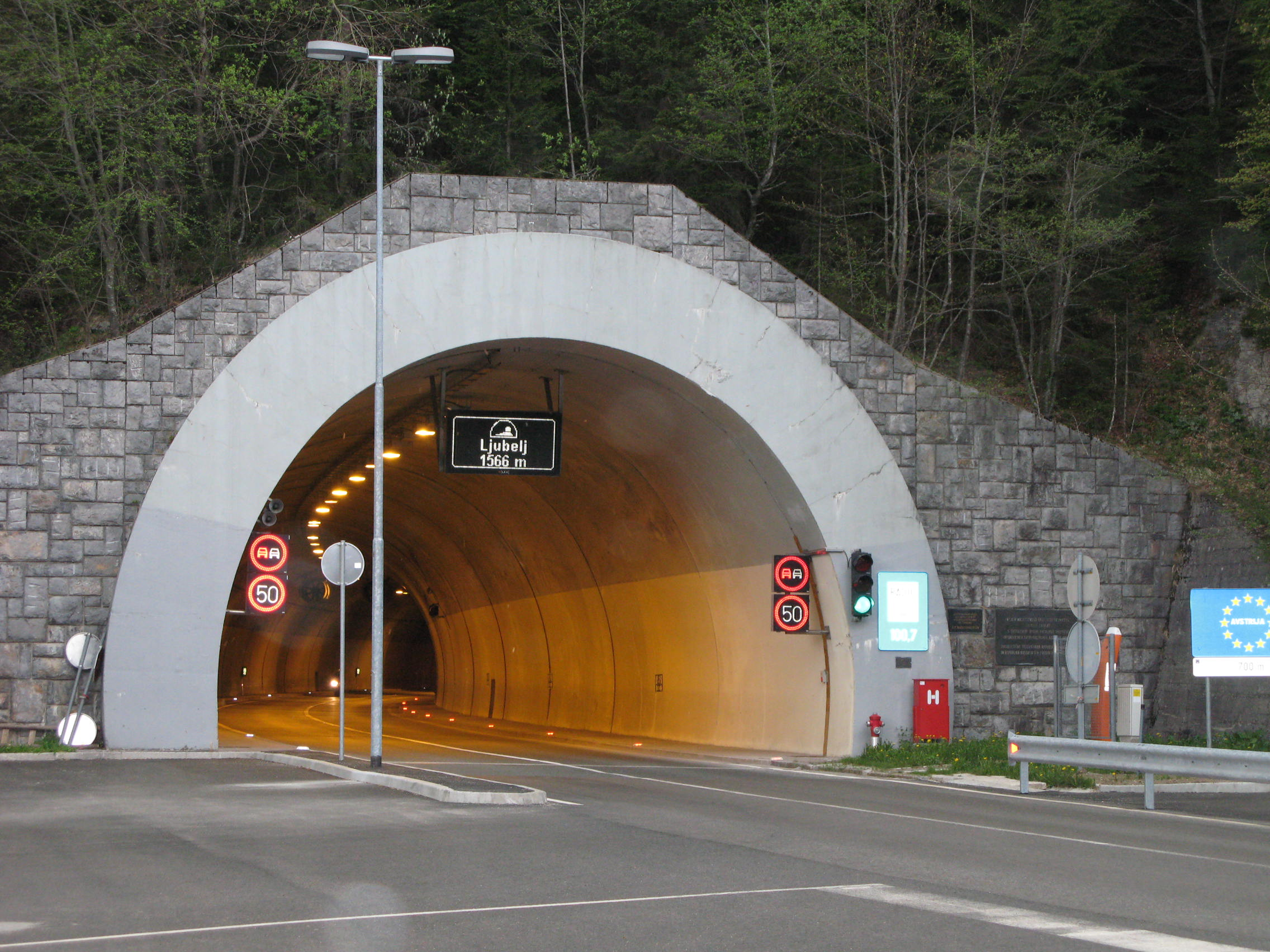
Heutiger Tunnel

Am 4. Dezember 1943 erfolgte der Durchbruch. Gauleiter Friedrich Rainer kam mit anderen hohen SS-Vertretern zu einer Besichtigung. Exakt ein Jahr später, am 4. Dezember 1944, konnten die ersten Wehrmachtsfahrzeuge den Tunnel befahren, der damals mehr ein Provisorium war: Nur zwei mal drei Meter im Profil, bildete er dennoch einen wichtigen Übergang für den Militärverkehr und war nach dem Kriegsende eine lebensrettende Verbindung für tausende Soldaten auf dem Heimweg sowie für Flüchtlinge. Am 7. Mai 1945 erfolgte die Selbstbefreiung der verbleibenden 950 Häftlinge aus den beiden KZ-Lagern, die am Tag darauf zu Fuß bis nach Feistritz im Rosental marschierten, wo sie auf die Partisanen trafen. Am 10. Oktober 1947 wurde Sigbert Ramsauer von einem englischen Militärgericht zu einer lebenslangen Haftstrafe verurteilt, jedoch schon 1954 begnadigt und bald sogar als Arzt am Landeskrankenhaus Klagenfurt angestellt. Die hauptverantwortlichen SS-Kommandanten Jakob Winkler und Walter Brietzke wurden am 10. November 1947 zum Tode durch den Strang verurteilt, beide Todesurteile wurden im März 1948 vollstreckt.
Als Jugoslawien kommunistisch wurde, wurde der Grenzübergang vorerst gesperrt. Ab August 1950 konnte der alte Passübergang wieder befahren werden, ein weiterer Ausbau des Loibltunnels und der Loiblpassbundesstraße verzögerte sich jedoch bis zum Jahr 1960, als die Tunnelröhre erweitert wurde. Seit 15. November 1963 wird der Verkehr zweispurig durch die adaptierte Tunnelröhre geleitet; die offizielle Eröffnung erfolgte am 1. Juli 1964. Die alte Loiblpass-Straße ist seitdem für den öffentlichen Verkehr nicht befahrbar, ein Grenzübertritt zu Fuß ist jedoch möglich.

## Gedenken

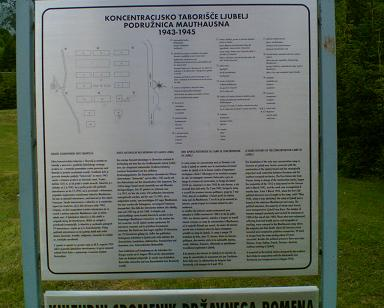
Gedenktafel auf slowenischer Seite

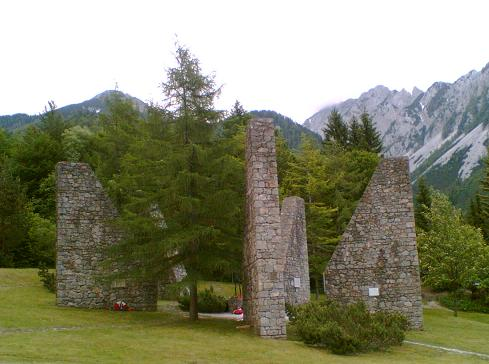
Denkmal auf slowenischer Seite

An das Unrecht während des Tunnelbaus und die Opfer der NS-Zeit erinnern auf österreichischer Seite zwei unscheinbare Steintafeln, die rechts am Tunnelportal angebracht sind, sowie auf slowenischer Seite, gut einen Kilometer hinter der Landesgrenze, ein eindrucksvolles Denkmal rechts der Straße und auf der gegenüberliegenden Seite Erklärungstafeln auf dem Gelände des ehemaligen Lagers Süd, wo Grundmauern von Lagergebäuden erhalten sind.
Am 13. Juni 2015 fand eine Gedenkfeier für die KZ-Opfer auf dem Loiblpass statt. Delegationen aus 5 Staaten, Partisanen- und KZ-Verbände, Angehörige der damals Deportierten und Politiker etwa der Kärntner Landeshauptmann Peter Kaiser und Sozialminister Rudolf Hundstorfer nahmen teil. Stanislaw Leszczynski aus Polen, einer der Überlebenden dieses Martyriums appellierte an die Jugend, aus der Vergangenheit zu lernen, Toleranz zu üben, um den Frieden in Europa zu wahren.
Das Mauthausenkomitee Kärnten/Koroska setzt seit Mitte der 1990er Jahre Initiativen gegen das Verdrängen der NS-Gräueltaten. Peter Gstettner: „Weil wir uns in einer tiefgreifenden moralischen Krise befinden, wurden zwar Banken gerettet, aber noch keine würdige Gedenkstätte hier errichtet.“ Bis dahin erinnert das Kunstwerk mit dem Titel „Ein Grab in den Lüften“ von Bernadette Grabner in Anlehnung an die „Todesfuge“ Paul Celans an die Seelen der Verstorbenen, die symbolisch in Kokons eingesponnen in einer Baumkrone, unweit des ehemaligen KZ Loibl, darauf warten, endlich befreit zu werden. Darunter liegen quaderförmige Granitsteine in der Wiese, menschliche Körper darstellend – „Die Rückkehr der Steine“ (2014) von Georg Planer. (Gedenkstätte am ehemaligen KZ-Gelände (Nord) am Loiblpass.)

## Niederschlagsrekorde
Die in 1097 m Höhe in der Nähe des Nordportals des Tunnels gelegene Wetterstation der ZAMG registrierte am 4. September 2009 einen Niederschlagsrekord in der österreichischen Meßgeschichte: 233 mm in 24 Stunden. Im Februar 2014 gab es dort 535 mm Niederschlag, mit 3440 mm Gesamtniederschlag im Jahr 2014 registrierte die dortige Wetterstation die zweithöchste Jahresmenge Österreichs überhaupt.
Während der Hochwasserkatastrophe Anfang August 2023 in Slowenien und Teilen Kärntens gab es im Zuge einer Vb-Wetterlage erneut enorme Niederschläge: Zwischen dem 3. und 5. August fielen am Loibl, wiederum an der Wetterstation an der Nordseite, 266 mm Regen innerhalb von 48 Stunden, während der Durchschnittswert für einen gesamten August bei 184 mm liegt.